# 迪恩斯克羅辛 (喬治亞州)
迪恩斯克羅辛（英語：Deans Crossing）是位於美國喬治亞州埃文斯縣的一個非建制地區。該地的面積和人口皆未知。

## 地理
迪恩斯克羅辛的座標為32°05′34″N 81°54′18″W / 32.09278°N 81.90500°W，而該地的平均海拔高度為58米（即190英尺）。